# Luis Cuervo Márquez
Luis Augusto Cuervo Márquez (Bogotá, 1 de julio de 1863-Ibídem, 20 de agosto de 1941) fue un médico, pensador, catedrático, escritor y político colombiano, miembro del Partido Conservador Colombiano.
Miembro de una prestigiosa familia, Cuervo ocupó varios cargos públicos a lo largo de su vidaː fue ministro en dos cartera para el gobierno de los conservadores, senador y representante a la cámara, embajador en Londres con plenos poderes, y encargado de la presidencia brevemente durante el gobierno de Marco Fidel Suárez.
Médico de renombre, Cuervo se licenció en la Universidad Nacional, siendo catedrático en el área de epidemiología años después, y escribiendo varios tratados de medicina y participando en simposios y congresos científicos. Su más grande aporte a la ciencia médica fue el estudio detallado de la fiebre amarilla, que luchó por controlar en la frontera con Venezuela, donde residió por años.
También destacó como miembro de las academias médicas de Medellín, Caracas y Lima. Fue así mismo miembro de número de la Academia Colombiana de Ciencias Exactas y de Historia.

## Biografía
Luis Cuervo Márquez nació en Bogotá, el 12 de julio de 1863, en el seno de una familia de la aristocracia local. 
Muy joven ingresó a la Facultad de Medicina de Bogotá, siendo un estudiante sobresaliente por su intelecto y sus publicaciones científicas. Se convirtió en alumno del afamado médico Manuel Plata Azuero, siendo practicante interno y jefe de clínica de su cátedra. El 6 de diciembre de 1884, con 21 años, obtuvo el doctorado en medicina y cirugía.

### Carrera militar y médica
Cuervo inició sus labores médicas como médico de guerra al servicio del Partido Conservador durante la guerra de 1885, en la cual, los liberales radicales se alzaron en armas contra el gobierno del liberal moderado Rafael Núñez, apoyado por el conservatismo. Cuervo estuvo bajo las órdenes del general Mateus en la campaña de la Costa Atlántica.
Luego de la victoria del conservatismo y del gobierno, Cuervo regresó a la vida civil y se dedicó al ejercicio de su profesión en el Estado de Táchira, en la frontera con Venezuela, radicándose en Cúcuta y recorriendo la región trabajando para frenar un brote de fiebre amarilla que asolaba la zona. Fue allí donde se casó.
Posteriormente, Cuervo y su familia se instalaron en Bogotá, donde se convirtió en catedrático e investigador en la ciencia médica. Dictaba la cátedra de epidemiología y llegó a ser rector de la facultad de medicina. También dictaba cursos sobre medicina operatoria, clínica general y semiología médica. También se vinculó a varias sociedades médicas y científicas de la ciudad.

### Carrera política
Alternando su labor médica, Cuervo inició su carrera en la política, al igual que sus influyentes parientes. Vinculado al Partido Conservador, fue concejal de Bogotá, congresista en varios períodos (llegando a presidir la corporación), y en una ocasión llegó a ejercer la presidencia temporalmente, tras una licencia solicitada por el presidente conservador Marco Fidel Suárez.
Suárez lo puso al frente del Ministerio de Gobierno, entre el 26 de septiembre de 1919 al 19 de septiembre de 1921, meses antes de la renuncia del presidente. En el ministerio, Márquez reglamentó la ley de huelgas y estableció un marco jurídico para los tribunales de menores.

## Familia
Luis era miembro de la aristocracia bogotana conservadora. Era hijo de Luis María Cuervo Urisarri y de Carolina Márquez del Castillo, siendo hermano de Emilio y Carlos Cuervo Márquez, científico de renombre y político experimentado.
Su padre era hijo del abogado y político neogranadino Rufino Cuervo y Barreto (encargado de la presidencia en 1847 para reemplazar temporalmente a Tomás Cipriano de Mosquera) ; y hermano del político y militar Antonio Basilio (designado presidencial en 1893), del escritor Ángel, y del escritor y filólogo Rufino José Cuervo (fundador del Instituto Caro y Cuervo junto al escritor Miguel Antonio Caro).
Su madre, por su parte, era hija del abogado y político José Ignacio de Márquez, quien ejerció la presidencia de Colombia entre 1839 y 1841.

## Obras y publicaciones
- La fiebre amarilla en el interior de Colombia: epidemia de Cúcuta; fiebres del Magdalena; contribución a la patología de los países cálidos (1891).
- Comercio de Táchira (1896).
- Historia del aparecimiento y prolongación de la Fiebre Amarilla en Colombia (1913).
- Estadística del consumo de alcohol en Colombia (1913).
- Geografía médica y patelogia de Colombia: contribución al estudio de las enfermedades intertropicales (1915).
- Estudio sobre asuntos monetarios y fiscales (1918).
- Vías de comunicación (1919).
- El congreso internacional de Londres de 1921 (1921).
- La Conferencia Mundial de Energía (1924).
- Sistemas penales (1925).
- Profilaxis y tratamiento del paludismo (1926).
- Informe de la Comisión de la Academia de Historia, relativa a su visita a la ciudad de Popayán (1932).
- Independencia de las colonias Hispano-Americanas. Participación de la Gran Bretaña y de los Estados Unidos Legión británica (1938).
- Especies extinguidas. Hallazgos fósiles en la Sabana de Bogotá (1938).
- Carlos Cuervo Márquez, en homenaje a su hermano (1940).
- Grieta y puente de Icononzo (1940).

## Premios y reconocimientos
- Comendador de la Orden de la Estrella Polar
- Oficial de la Legión de Honor
- Orden de Carlos III
- Miembro numerario de la Academia Colombiana de Historia (77)
- Miembro honorario de la Academias de Medicina de Caracas
- Miembro honorario de la Academias de Medicina de Lima.